# Štefanci
Štefanci su pogranično naselje u Hrvatskoj u sastavu Grada Vrbovskog. Nalaze se u Primorsko-goranskoj županiji.

## Zemljopis
Nalaze se na na jugozapadnoj obali rijeke Kupe, koja na tom mjestu čini luk, pa se Radočaj nalazi na poluotoku koji se pruža prema sjeveru. Kupa okružuje Štefance s triju strana.
U Hrvatskoj se jugozapadno nalazi Razdrto i Radočaj, jugoistočno su Blaževci, Zapeć, Plemenitaš i Zaumol, sjeverozapadno su Kavrani.
Preko Kupe je Slovenija. Sjeverozapadno u Sloveniji su Laze pri Predgradu i Hreljin, sjeverno su Dol i Predgrad, sjeveroistočno su Paka pri Predgradu, Kovača Vas, Deskova Vas, Močile i Stari Trg ob Kolpi, istočno je Prelesje, jugoistočno su Sodevci, Dečinska stena, Dečina i Gorenji Radenci.

## Stanovništvo
| broj stanovnika | 52    | 47    | 48    | 56    | 48    | 42    | 40    | 49    | 46    | 44    | 20    | 16    | 7     | 19    | 4     | 3     | 2     |
|                 | 1857. | 1869. | 1880. | 1890. | 1900. | 1910. | 1921. | 1931. | 1948. | 1953. | 1961. | 1971. | 1981. | 1991. | 2001. | 2011. | 2021. |